# Salvonen
Salvonen eller Salvosjärvi är en sjö i Finland. Den ligger i kommunen Pieksämäki i landskapet Södra Savolax, i den södra delen av landet, 270 km nordost om huvudstaden Helsingfors. Salvonen ligger 123,1 meter över havet. Arean är 1,22 kvadratkilometer och strandlinjen är 10,19 kilometer lång. Sjön  ingår i Kymmene älvs huvudavrinningsområde.   I omgivningarna runt Salvonen växer i huvudsak barrskog.